# Hokusai (cráter)
Hokusai es un cráter de impacto de 114 km de diámetro del planeta Mercurio, descubierto en 1991 a partir de observaciones de radar realizadas en el observatorio de Goldstone. Debe su nombre al pintor japonés Katsushika Hokusai (1760-1849), un artista y grabador japonés del periodo Edo. El nombre Hokusai fue sugerido por el astrónomo John K. Harmon, y su nombre fue aprobado por la  Unión Astronómica Internacional en 2010.

El cráter era conocido inicialmente como característica B (feature B). Su apariencia era tan diferente de otros cráteres meteóricos que se creía que era un volcán en escudo. Las imágenes de radar mejoradas obtenidas desde el observatorio de Arecibo años más tarde  (2000-2005) mostraban claramente que la característica B es un cráter meteórico con un sistema de rayos muy extenso. La aparición de rayos brillantes en las imágenes de radio indica que el cráter es geológicamente joven, ya que la superficie de impacto es rugosa y, en consecuencia, buena dispersadora de ondas de radio. Sus rayos se extienden miles de kilómetros cubriendo buena parte del hemisferio norte de Mercurio.